# Iolo Morganwg

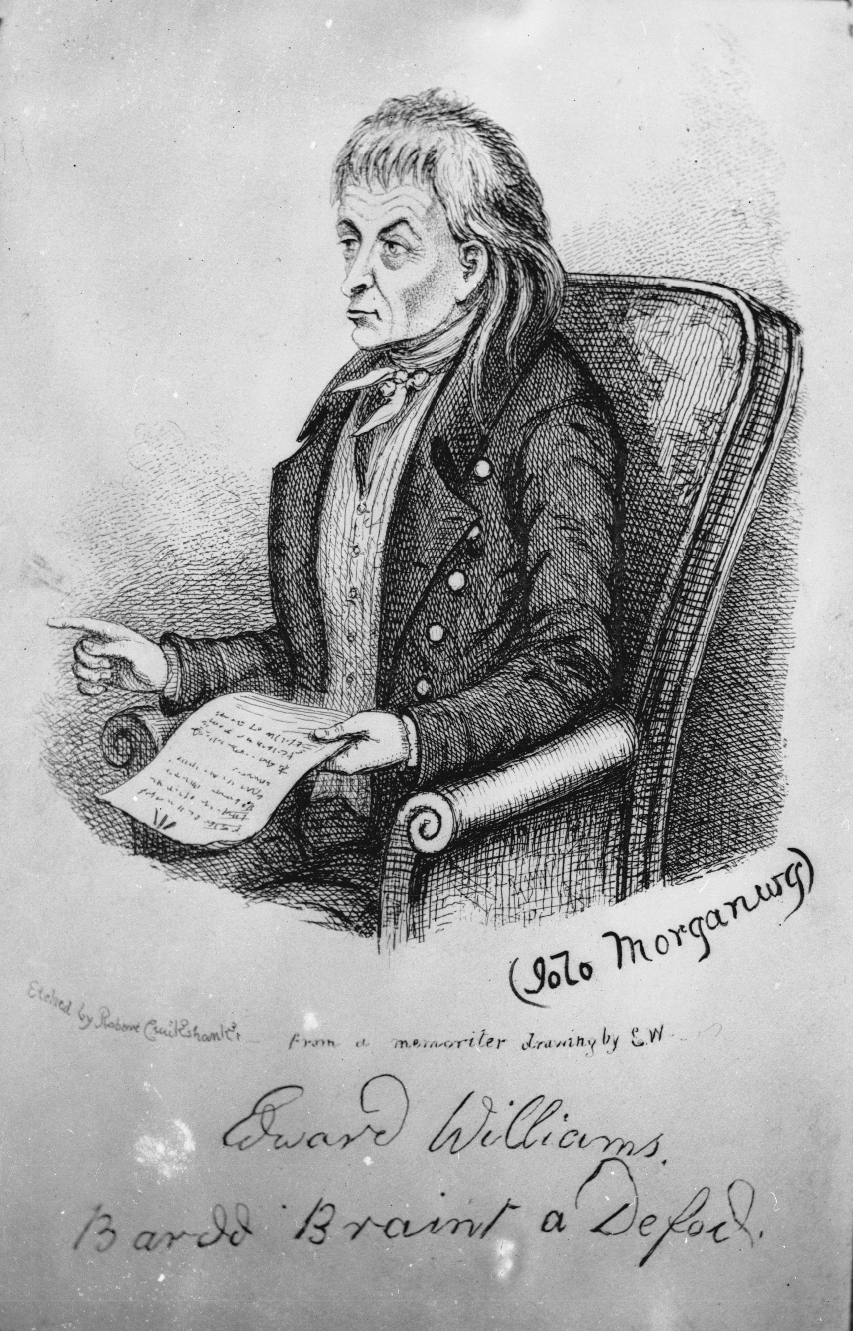
Iolo Morganwg

Edward Williams, bardziej znany pod pseudonimem Iolo Morganwg (wal. [ˈjolo morˈɡanuɡ]), (ur. 10 marca 1747, zm. 18 grudnia 1826 roku) – walijski antykwariusz, poeta, kolekcjoner oraz fałszerz literatury. 
W swoich czasach był powszechnie uważany za wiodącego kolekcjonera oraz eksperta w dziedzinie średniowiecznej literatury walijskiej, lecz po jego śmierci okazało się, iż podrobił znaczną część swoich manuskryptów. Mimo to wywarł trwały wpływ na walijską kulturę, najbardziej zauważalny w założonej przez niego wspólnocie Gorsedd, a rozwinięta w jego falsyfikatach filozofia znacząco wpłynęła na wczesny ruch neo-druidyczny. Jego pseudonim oznacza po walijsku "Iolo z Glamorgan" (nazwa hrabstwa we współczesnym walijskim ma formę: "Morgannwg"). Iolo jest zdrobnieniem od "Iorwerth", walijskiego imienia często utożsamianego z "Edwardem", aczkolwiek żadne z tych imion nie jest tłumaczeniem drugiego. 

## Wczesne lata
Edward Williams urodził się w Pen-onn koło Llancarfan w Glamorgan, a wychowywał się we wsi Flemingston. Śladami ojca rozpoczął praktykę kamieniarską. W Glamnorgan zainteresował się kolekcją manuskryptów i nauczył się komponować poezję walijską od takich poetów jak Lewis Hopkin, Rhys Morgan, a zwłaszcza Siôn Bradford. W r. 1773 przeprowadził się do Londynu, gdzie został przedstawiony miejskiemu stowarzyszeniu literackiemu przez antykwariusza Owena Jonesa, również tam stał się członkiem Gwyneddigion Society. Później działał także w Cymreigyddion Society. W r. 1777 powrócił do Walii, ożenił się oraz spróbował swoich sił w rolnictwie, jednakże bez większych sukcesów. W tym czasie także stworzył swoje pierwsze falsyfikaty.

## Kariera literacka
Już od początku swojej kariery Williams skupiał się na podtrzymywaniu literackich i kulturowych tradycji Walii. Do końca życia stworzył mnóstwo manuskryptów mających dowodzić, iż starożytna tradycja druidzka przetrwała najazd rzymski, nawrócenie ludności na chrześcijaństwo, prześladowanie bardów przez króla Edwarda I oraz inne przeciwności losu. W swoich falsyfikatach Williams rozwija złożoną, mistyczną filozofię, która według niego reprezentowała bezpośrednią kontynuację starożytnej druidzkiej tradycji. Czynnikiem przyczyniającym się do tego mogło być nadużywanie przez Williamsa środków nasennych.
Williams po raz pierwszy przyciągnął uwagę publiczności w r. 1789, kiedy to stworzył Barddoniaeth Dafydd ab Gwilym, zbiór poezji XIV-wiecznego poety Dafydda ap Gwilyma. W publikacji tej została zawarta duża liczba nieznanych wcześniej wierszy Daffydda; Williams twierdził, iż je odkrył, jednak dziś uważane są one za jego pierwsze falsyfikaty. Sukces skłonił go do powrotu do Londynu w r. 1791. Tam, podczas ceremonii 21 czerwca 1792 roku założył Gorsedd, wspólnotę walijskich bardów. Zorganizował obrady, które według niego oparte były na starożytnych druidzkich rytuałach. W r. 1794 opublikował swoje wiersze, które zostały zebrane w dwóch tomach zatytułowanych Poems, Lyric and Pastoral. To jedyne oryginalne dzieło w jego dorobku zyskało sporą popularność.
Williams pracował z Owenem Jonesem i Williamem Owenem Pughe nad The Myvyrian Archaiology of Wales, trzytomową kolekcją średniowiecznej literatury walijskiej, opublikowaną w latach 1801-1807. Myvyrian Archaiology była częściowo oparta na manuskryptach ze zbioru Williamsa, z których kilka zawierało jego falsyfikaty. Podrobiony materiał obejmował fałszywą kronikę Brut y Brenhinedd oraz książkę przypisywaną świętemu Cadocowi. Drugi tom, będący zbiorem Welsh Triads, zawierał także dodatkową „trzecią serię” sfałszowanych triad oraz poprawki Williamsa do oryginałów.
Po śmierci Williamsa, niektóre z jego kolekcji zostały skompilowane przez jego syna, Taliesina Williamsa, w The Iolo Manuscripts. Jego prace były używane przez wielu późniejszych uczonych i tłumaczy oraz wykorzystane jako materiał źródłowy przez Lady Charlotte Guest podczas tłumaczenia Mabinogionu. Guest jednakże nie miała zaufania do publikacji Williamsa, z wyjątkiem Hanes Taliesin. Jednak później więcej falsyfikatów Williama zostało opublikowanych w tekście znanym jako Barddas. Ta praca, opublikowana w dwóch tomach w latach 1862 i 1874, została uznana za tłumaczenie prac Llywelyna Siôna, szczegółowo opisujące historię walijskiej tradycji poetyckiej i druidycznej, od jego starożytnych początków aż do r. 1874. Chociaż nie zawiera nic z autentycznej wiedzy druidycznej, jest ona najpełniejszym opracowaniem rozwiniętej przez Williamsa mistycznej kosmologii. Inne prace Williamsa zawierają: Druid's Prayer, wciąż używane przez Gorsedd i grupy neo-druidyczne; rozprawę z zakresu walijskiej wersyfikacji Cyfrinach Beirdd Ynys Prydain (The Mystery of the Bards of the Isle of Britain), opublikowaną pośmiertnie w 1828 r., a także serię hymnów opublikowaną jako Salmau yr Eglwys yn yr Anialwch w 1812 r.